# Glissements de terrain d'Hiroshima
Les glissements de terrain d'Hiroshima sont des glissements de terrain ayant eu lieu le 20 août 2014, dans la préfecture de Hiroshima, après de fortes pluies.
Ils ont causé 74 morts, avec une trentaine de disparus et une soixantaine de blessés.
L'arrondissement de Asakita-ku dans la municipalité Hiroshima a été l'une des zones les plus touchées par ces glissements de terrain.